# Tektronix
Tektronix, Inc., coneguda històricament com a Tek, és una empresa nord-americana més coneguda per la fabricació de dispositius de mesura i assaig com oscil·loscopis, analitzadors lògics i equips de protocol de proves de vídeo i mòbils.
Originalment una empresa independent, ara és una filial de Fortive, una spin -off de Danaher Corporation.

DIversos aparells de mesura de Tektronix

Diverses organitzacions benèfiques estan, o estaven, associades amb Tektronix, com ara la Fundació Tektronix i el MJ Murdock Charitable Trust a Vancouver, Washington.